# Réserve naturelle nationale de la grotte du Carroussel
La réserve naturelle nationale de la grotte du Carroussel (RNN99) est une réserve naturelle nationale de France située dans le département de la Haute-Saône sur les communes de Conflandey et Port-sur-Saône. Créée en 1990 sur une superficie de 2.3 ha, le site correspond à une cavité souterraine et assure la protection de colonies de plusieurs espèces de chauves-souris dont le Minioptère de Schreibers.

## Localisation

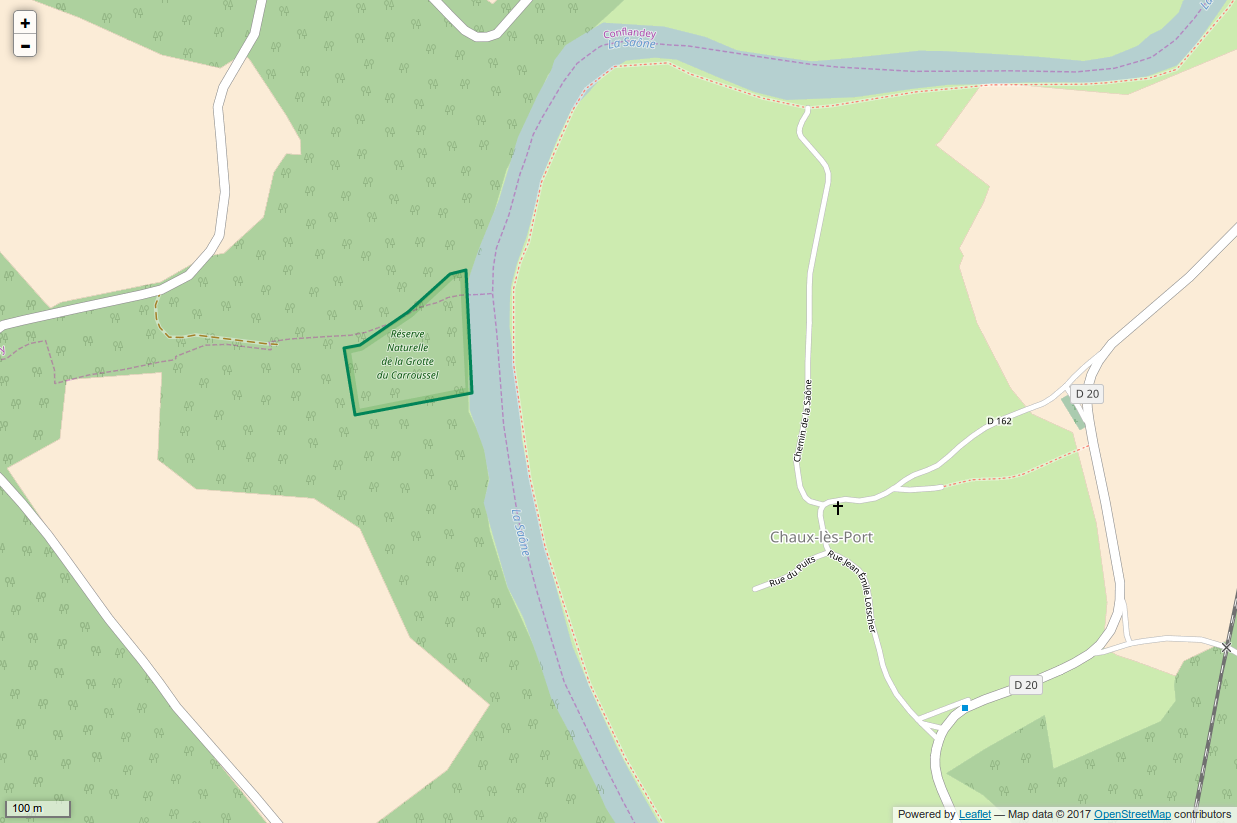
Périmètre de la réserve naturelle.

La réserve naturelle de la Grotte du Carroussel se situe sur les communes de Conflandey et Port-sur-Saône dans le département de la Haute-Saône. La ville de Vesoul se situe à une quinzaine de kilomètres vers l'est. Le site de cette cavité naturelle est localisé au cœur de la région naturelle du Val de Saône. La grotte de la Grande Baume ou de Chaux-lès-Port ou encore du Carroussel (patronyme choisi de la réserve) s’ouvre dans une falaise face au village de Chaux-lès-Port, sur la rive droite de la Saône. Cette réserve naturelle a été créée spécifiquement pour la préservation de cette cavité naturelle expliquant sa surface réduite. Par rapport aux voies de communication, la réserve n’est pas en contact direct avec des voies de communications. Mais des routes départementales sont présentes aux alentours.
Située sur un plateau bajocien dominant la Saône, la réserve naturelle de la Grotte du Carroussel est localisée exclusivement en milieu forestier à une altitude variant de 214 m au bord de la Saône à 245 m sur le plateau. La cavité, orientée plein Est, s’ouvre par un vaste porche de 5 m de hauteur pour 6 m de largeur. Elle se développe ensuite sur un réseau d’environ 400 m de galeries qui comprend une galerie diaclase en méandre partant vers le sud et une galerie axiale d’une longueur de 80 mètres, d'une largeur variant entre 2 et 4 mètres qui aboutit à un puits profond. La hauteur de voûte est inégale variant entre 3 et 8 mètres. À droite, une galerie de petite section part en direction du nord sur une cinquantaine de mètres et rejoint une nouvelle galerie très étroite de 80 mètres aboutissant à un siphon.

## Histoire du site et de la réserve

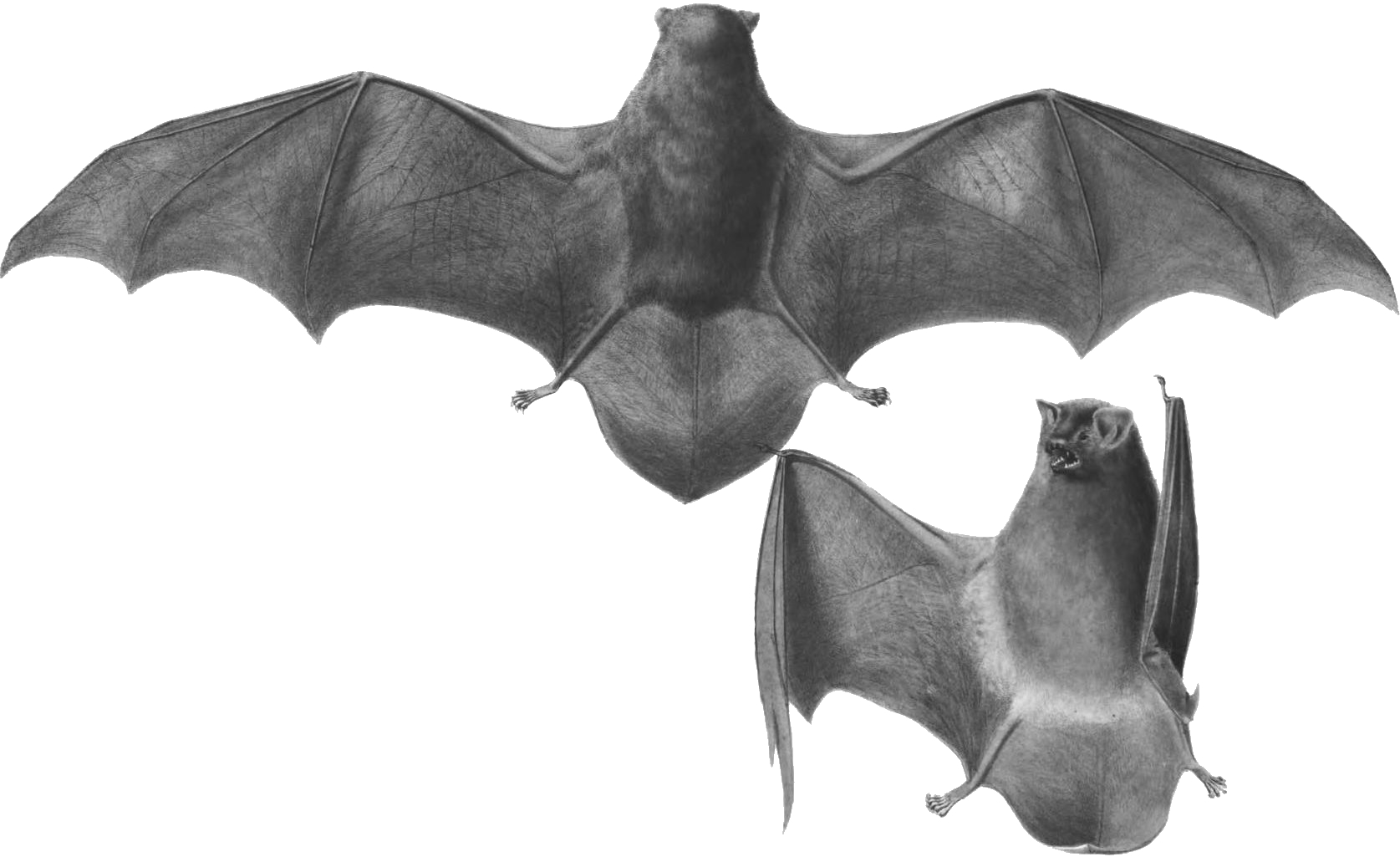
Minioptère de Schreibers

Cette cavité naturelle a servi depuis des décennies de refuge aux espèces animales troglophiles dont les chiroptères sont les plus représentatifs. Parmi ces espèces, le Minioptère de Schreibers (Miniopterus schreibersi) est une chauve-souris cavernicole réalisant l'ensemble de son cycle annuel biologique dans les milieux souterrains naturels ou artificiels. La réserve naturelle possède un intérêt international pour la préservation de cette espèce et d’une faune remarquable troglophile.
Du guano est exploité dans la cavité en 1850. Il est transporté par péniche. En 1946 est signalé la présence de chauves-souris qui aboutit à des opérations de baguage en 1949 (2500 individus bagués). À partir de 1983, des membres de la CPEPESC font le suivi du site. En 1994, un périmètre grillagé est mis en place.

## Écologie (Biodiversité, intérêt écopaysager…)

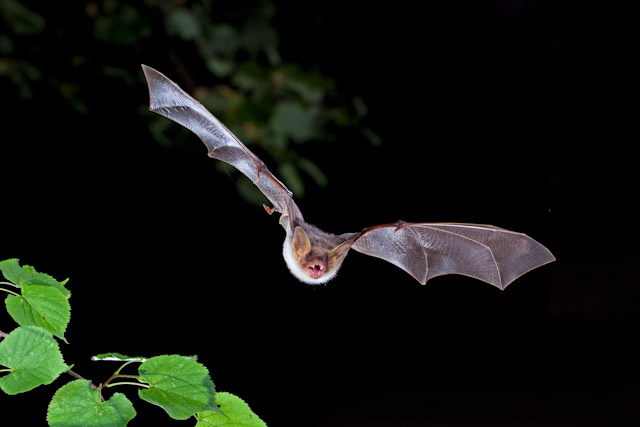
Grand murin

La réserve naturelle du Carroussel s’inscrit dans un ensemble cohérent de milieux souterrains protégés à chiroptères qui couvre l’Est de la France et s’étend bien au-delà de l’Europe (massif du Jura et ses marges). La grotte fait partie du réseau des cavités dans lesquelles les Minioptères de Schreibers circulent et se reproduisent. Ces rassemblements comprennent fréquemment plus d'un millier d'individus. La relative fidélité des individus à un ensemble de gîtes au cours de leur cycle annuel (hibernation, transition, maternité) a été démontrée.
L’intérêt majoritaire du site pour les chiroptères est la période estivale pour la mise bas d'une espèce, le Minioptère de Schreibers. L’intérêt secondaire est lié à l’hibernation des chiroptères (13 espèces) qui viennent chercher en ce lieu des conditions favorables pour passer la période hivernale.
Deux unités écologiques ont été définies : les secteurs boisés et l'entrée de la cavité et ses parties souterraines.

### Climat

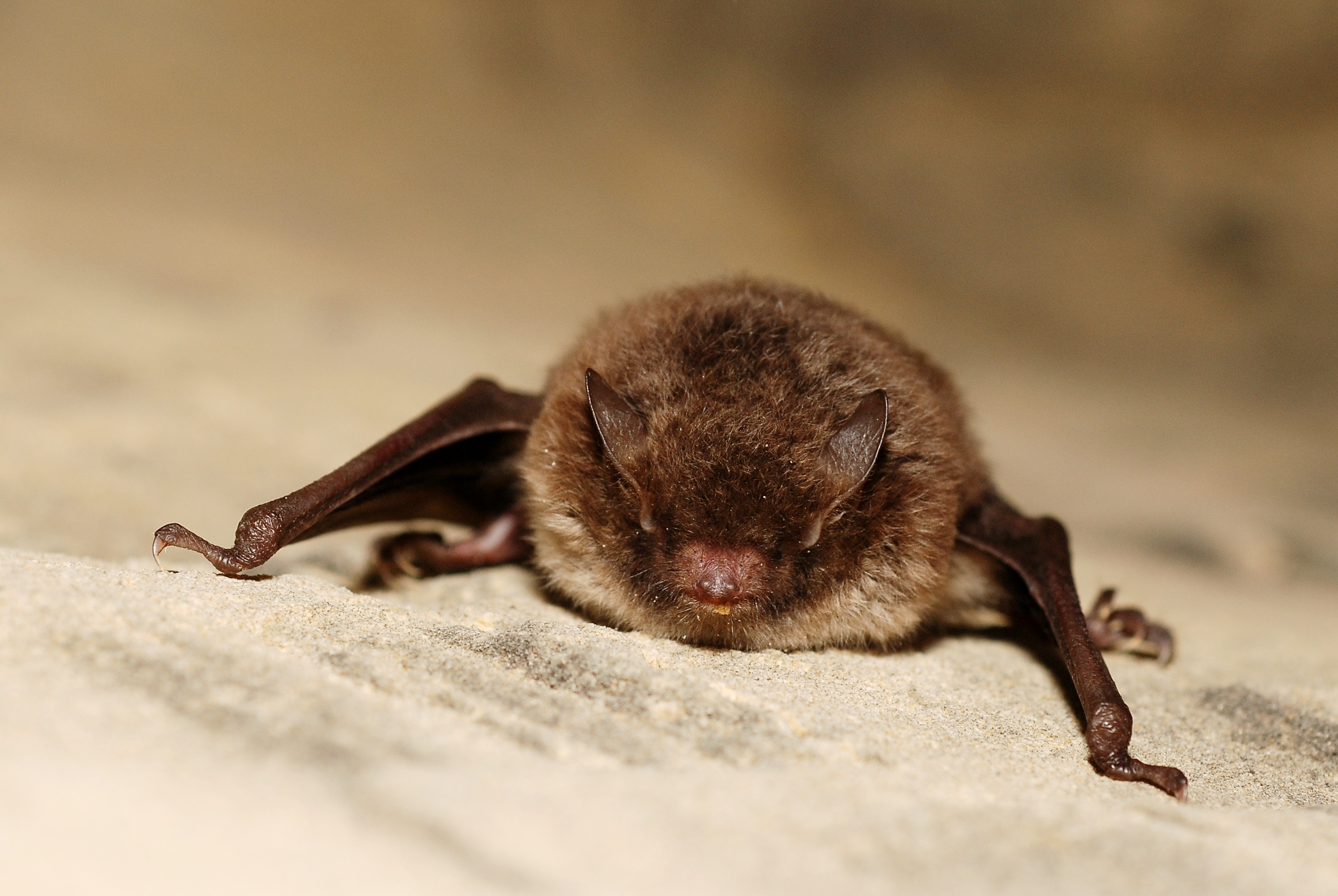
Murin de Daubenton

L'intérieur de la cavité possède une température variant de 2 à 10 °C selon les secteurs et la saison. La galerie diaclase a une température quasi constante d'environ 10 °C.

### Flore
Un inventaire réalisé en 2008 n'a pas révélé d'espèces patrimoniales sur le site. Les groupements les plus originaux concernent les bryophytes.

### Faune
La grotte du Carroussel accueille deux grandes familles de chauves-souris : les Vespertilionidés et les Rhinolophidés. Six espèces, le Minioptère de Schreibers, le Grand murin, le Murin de Natterer, le Murin de Daubenton, le Grand rhinolophe et le Petit rhinolophe occupent le site en été. D’autres espèces comme le Murin à moustaches, le Murin à oreilles échancrées, le Murin de Bechstein, la Sérotine commune, les Pipistrelles commune et de Nathusius, les Oreillards roux et gris ou la Barbastelle d'Europe s’y rencontrent quelquefois. En tout, onze espèces et deux genres de chiroptères se répartissent en toute saison sur le site sur les trente-quatre espèces répertoriées sur le territoire français. La moyenne des effectifs sur les années 1998-2012 pour la période de mise-bas se monte à 900 individus.

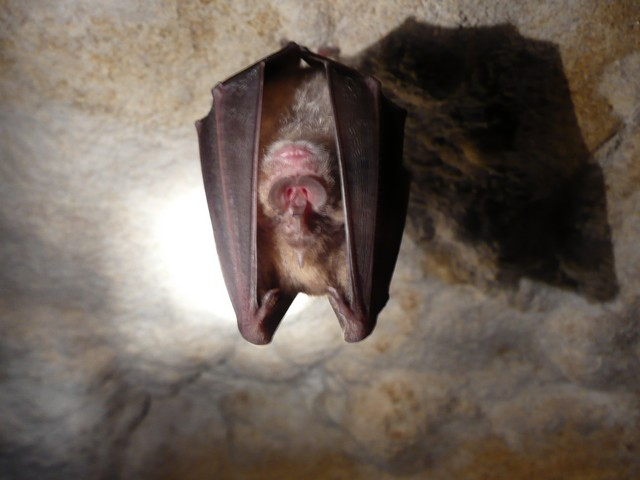
Grand rhinolophe

Dans le domaine des invertébrés, les inventaires menés depuis 1950 ont permis de dresser une première liste de 16 taxons et 2 genres.

## Intérêt touristique et pédagogique
Le milieu souterrain est fragile et toute modification même minime du biotope est à éviter. La fréquentation humaine dans les sites d’hibernation ou d’estivage est responsable de la mortalité d’individus, ou de leur déplacement vers d’autres sites. En conséquence l'accès au site est interdit au public.

## Administration, Plan de gestion, règlement
La réserve naturelle est gérée par la CPEPESC Franche-Comté.

### Outils et statut juridique
Le décret du 27 mars 1990 a créé la réserve naturelle. Le gestionnaire a été désigné le 16 novembre 1990. Le premier plan de gestion (2006-2010) est terminé. Le second (2014-2018) est en cours.
Le site fait partie de la ZNIEFF de Type 2 n° 0182 0000 dite « Vallée de la Saône de Corre à Broye »